# 나타지마동강세
나타지마동강세(哪吒之魔童降世, Nezha: Birth of the Demon Child)는 중국에서 제작된 자오즈 감독의 2019년 3D 애니메이션, 드라마, 코미디, 판타지 영화이다. 애니메이션 제작은 감독 소유의 청두 코코 카툰에 의해 이루어졌다. 중국의 신화 캐릭터 나타가 등장하며 줄거리는 16세기 소설 봉신연의에 어느 정도 기반을 두고 있다.
중국에서 IMAX와 CFGS(China Film Giant Screen)로 2019년 7월 13일 단독 개봉되었다. 이후 7월 26일 다른 극장에서도 개봉되었으며 배급은 베이징 인라이트 픽처스가 맡았다.
나타지마 동강세의 뮤직비디오 노래가 7공주의 러브송 노래를 개사한 버전이 있다.